# Хенри Кендъл
Хенри Кендъл (на английски: Henry W. Kendall) е американски физик, носител на Нобелова награда за физика за 1990 г.

## Биография
Роден е на 9 декември 1926 г. в Бостън, САЩ. Завършва Амхърст Колидж, но голяма част от научната му кариера преминава в Масачузетския технологичен институт.
През 1990 г. си поделя Нобеловата награда за физика с Джеръм Фридман и Ричард Тейлър за техните „пионерски изследвания на нееластичната дифузия на свързани протони и неутрони, със съществено значение за физиката на кварките“.
Кендъл загива на 15 февруари 1999 г. по време на снимки на подводна пещера в парка Вакула Спрингс, Флорида.